# 에어 (프리 재즈 트리오)
에어(Air)는 프리 재즈 트리오로, 색소포니스트 헨리 스레드질과 더블 베이시스트 프레드 홉킨스, 드러머 스티브 맥콜이 1971년에 결성하였다.

## 경력
스레드질은 시카고에 위치한 컬럼비아 칼리지로부터 스콧 조플린의 노래를 편곡해 달라는 요청을 받았다. 조플린은 피아노와 많은 연관이 있기 때문에 음악가들은 피아노 없이 조플린의 트레이드마크인 노래를 연주하는 것을 즐겼다. 이에 스레드질은 재즈 즉흥연주의 기본으로 조플린의 노래를 연주하기로 결정하였다.
음반 《Air Lore》는 젤리 롤 모튼의 곡 뿐만 아니라 스콧 조플린의 곡을 즉흥으로 연주한 것을 포함하고 있다.
에어는 여러 번 해체와 재결합을 겪었으며, 맥콜이 죽은 후에는 앤드류 시릴이 들어와 3인조로 공연을 하였다. 이후 드러머인 피로언 아클라프와 함께 블랙 세인트 레코드에서 뉴 에어(New Air)라는 이름으로 음반 두 개를 발매하였다.

## 디스코그래피
| 음반                                         | 레이블            | 발매 연도 |
| -------------------------------------------- | ----------------- | --------- |
| Air Song                                     | 인디아 내비게이션 | 1975      |
| Air Raid                                     | 인디아 내비게이션 | 1976      |
| Open Air Suit                                | 아리스타 노버스   | 1978      |
| Montreux Suisse                              | 아리스타 노버스   | 1978      |
| Air Time                                     | 네사              | 1978      |
| Air Lore                                     | 아리스타 노버스   | 1979      |
| Live Air                                     | 블랙 세인트       | 1980      |
| Air Mail                                     | 블랙 세인트       | 1981      |
| 80° Below '82                                | 안틸레스          | 1982      |
| Live at Montreal International Jazz Festival | 블랙 세인트       | 1984      |
| Air Show No. 1                               | 블랙 세인트       | 1986      |